# Joe Reitz
Joe David Reitz (* 24. srpna 1985 Indianapolis, stát Indiana) je bývalý hráč amerického fotbalu, který nastupoval na pozici Guarda nebo Offensive tackla v National Football League. Navštěvoval univerzitu Western Michigan University, za kterou nehrál americký fotbal, ale basketbal. Po Draftu NFL 2008 podepsal smlouvu jako volný nedraftovaný hráč s týmem Baltimore Ravens.

## Univerzitní basketbal
Reitz hrál na střední škole Hamilton Southeastern High School americký fotbal, ale po přestupu na Western Michigan University se začal věnovat basketbalu. Za WMU odehrál víc zápasů než kdokoliv jiný a stal třetím nejlépe bodujícím i doskakujícím hráčem. V posledním ročníku vedl tým k titulu v Západní divizi Mid-American Conference a byl jmenován do prvního týmu výběru All-MAC.

## Profesionální fotbalová kariéra

### Baltimore Ravens
Reitz podepsal smlouvu s Baltimore Ravens po Draftu NFL 2008 jako volný hráč na pozici Tight enda, ale díky svým atletickým dispozicím začal hrát jako Offensive tackle. Na tento post měl ovšem malou hmotnost; univerzitu ukončil s váhou 110 kg, na začátku přípravného kempu 120 kg a do startu sezóny chtěl nabrat ještě 20 kilogramů. Tu začal v rezervním týmu, ale 1. října 2008 byl zapsán na listinu zraněných a sezóna pro něj skončila. V lednu 2009 a rok později dvakrát obnovil kontrakt s Ravens, ale 4. září 2010 byl umístěn na přestupovou listinu.

### Miami Dolphins
5. září 2010 přestoupil k Miami Dolphins, ale již 8. září byl uvolněn.

### Indianapolis Colts
15. září 2010 přestoupil k Indianapolis Colts a smlouva mu byla prodloužena během prvního utkání play-off. Následně se přesunul se na pozici levého Guarda a na soupisku byl jako startující hráč dopsán 16. srpna 2011. V první sezóně si připisal jedenáct startů, z toho devětkrát jako startující hráč. 8. února 2011 jako volný hráč obnovil kontrakt s Colts, ale v prvních sedmi utkáních nové sezóny kvůli zranění nehrál. Od utkání s Miami Dolphins 4. listopadu se vrátil na pozici startujícího hráče. Proti Miami pomohl svým výkonem Andrewu Luckovi naházet 433 yardů a o měsíc později dokonce 459 yardů proti Detroitu Lions. Do utkání play-off proti Baltimore Ravens nezasáhl a na startu sezóny 2013 ztratil pozici startujícího hráče na úkor Donalda Thomase. I tak zasáhl v ročníku 2013 do čtrnácti utkání z toho třikrát jako startující hráč. Pozici náhradníka si udržel i pro sezónu 2014, před níž podepsal novou jednoletou smlouvu s Colts za 1,43 milionů dolarů a následně odehrál 10 zápasů. Další prodloužení smlouvy podepsal 10. března 2015. 7. března 2017 oznámil ukončení kariéry.

## Osobní život
Reitz si vzal přítelkyni z univerzity Jill v červenci 2010, o rok později se jim narodila dcera Julianna.